# Plaiu Câmpinei, Prahova
Plaiu Câmpinei este un sat în comuna Șotrile din județul Prahova, Muntenia, România.
În 2011, satul avea 888 de locuitori.